# کوپرزتاون (داکوتای شمالی)
کوپرزتاون(به انگلیسی: Cooperstown) شهری در ایالت داکوتای شمالی کشور ایالات متحده آمریکا است که جمعیت آن در سرشماری سال ۲۰۱۰ میلادی، ۹۸۴ نفر بوده‌است.